# Лисичанський міський краєзнавчий музей
Лисичанський міський краєзнавчий музей — краєзнавчий музей у місті Лисичанськ Луганської області, один з трьох музеїв міста. Був заснований у 1964 році у будівлі колишньої штейгерської школи (сьогодні в ній розташований Музей історії розвитку вугільної промисловості Лисичанського вугільного району), а у 1991 році був переведений до нового приміщення за адресою пр-т. Перемоги, 94. В музеї 7 експозиційних залів, фондова колекція нараховує більш ніж 17 тисяч експонатів основного та допоміжних фондів.
В музеї проводяться презентації книг краєзнавчої тематики та науково-практичні конференції, зустрічі з лисичанами, які внесли свій вклад у історію міста, вечори пам'яті, екскурсії та уроки народознавства, методичні заняття та засідання клубів.
У музеї оформлені 4 експозиційних зали: «Археологія та природа рідного краю», «Історія розвитку краю у 18-19 столітті», «Лисичанськ довоєнний XIX століття», «Лисичанськ і лисичани в період Великої Вітчизняної війни».
Вналідок збройної агресії РФ музей пограбовано і фактично знищено.

## Зали і фонди

### Зал археології
Знайомство з експозиційними залами починається з діорами, що відбиває багатство рослинного і тваринного світу в околицях Лисичанська в 60-х роках ХХ століття — часу створення музею.
Доповнюють експозицію окремі стенди з експонатами про природу рідного краю в різні історичні періоди.
Палеонтологічні експонати розповідають про географічні особливості краю та численних представників флори і фауни.
Археологічна колекція музею знайомить відвідувачів з пам'ятниками матеріальної і духовної культури краю, історія якого налічує близько 100 тисяч років — від кам'яної доби до середньовіччя.
Експонати на стендах музею створені різними етносами, мають різний історико-культурний рівень, але у своєму різноманітті вони відображають минуле вже не існуючих народів. 
Центром експозиції з археології є реконструкція катакомбного поховання (ІІІ-ІІ тис. до нашої ери), матеріали для якого надані археологічною експедицією Східно-української філії інституту археології під керівництвом професора С.М. Санжарова, що проводила розкопки на території Лисичанська в 2007-2008 роках.

### Зал промисломості
Освоєння і заселення земель, виникнення військових поселень, казенних сіл, розвідка і видобуток корисних копалин підготували зародження і розвиток вугільної, хімічної, і скляної промисловості в Лисичанську, який став місцем зосередження починань, експериментів, пошуків, успіхів і поразок, місцем, де жили і працювали такі знамениті вчені, дослідники, інженери як Лутугін Л.І., Менделєєв Д.І., Ковалевський Є.М., Даль І.М., Зеленцов І.М., Тіме І.А. і багато інших.
Виникнення Лисичанська нерозривно пов'язане з початком промислової розробки кам'яного вугілля в Донбасі і в Російській імперії.
Речові експонати та документальні свідоцтва розкажуть відвідувачам про перший рудник і перших шахтарів, першому шахтарському поселенні та перший досвід гірничої справи.
Швидкий розвиток кам'яновугільної промисловості викликало потребу в гірських фахівцях, і в 1873 році в Лисичанську відкрилася штейгерська школа, що готувала гірничих майстрів середньої ланки.
З пуском в 1892 році содового заводу в Лисичанську виникла нова галузь промисловості — хімічна. У кінці XIX століття на ньому працювало понад 900 постійних робітників, а в 1916- 1545 осіб.
Багатство надр Лисичанська забезпечило розвиток виробництва скла. У 1913 році став до ладу склозавод Лівенгофського акціонерного товариства (сьогодні — завод "Пролетарій").
Музей має експозицію дорадянської цегли, яка використовувалась на будівництві.

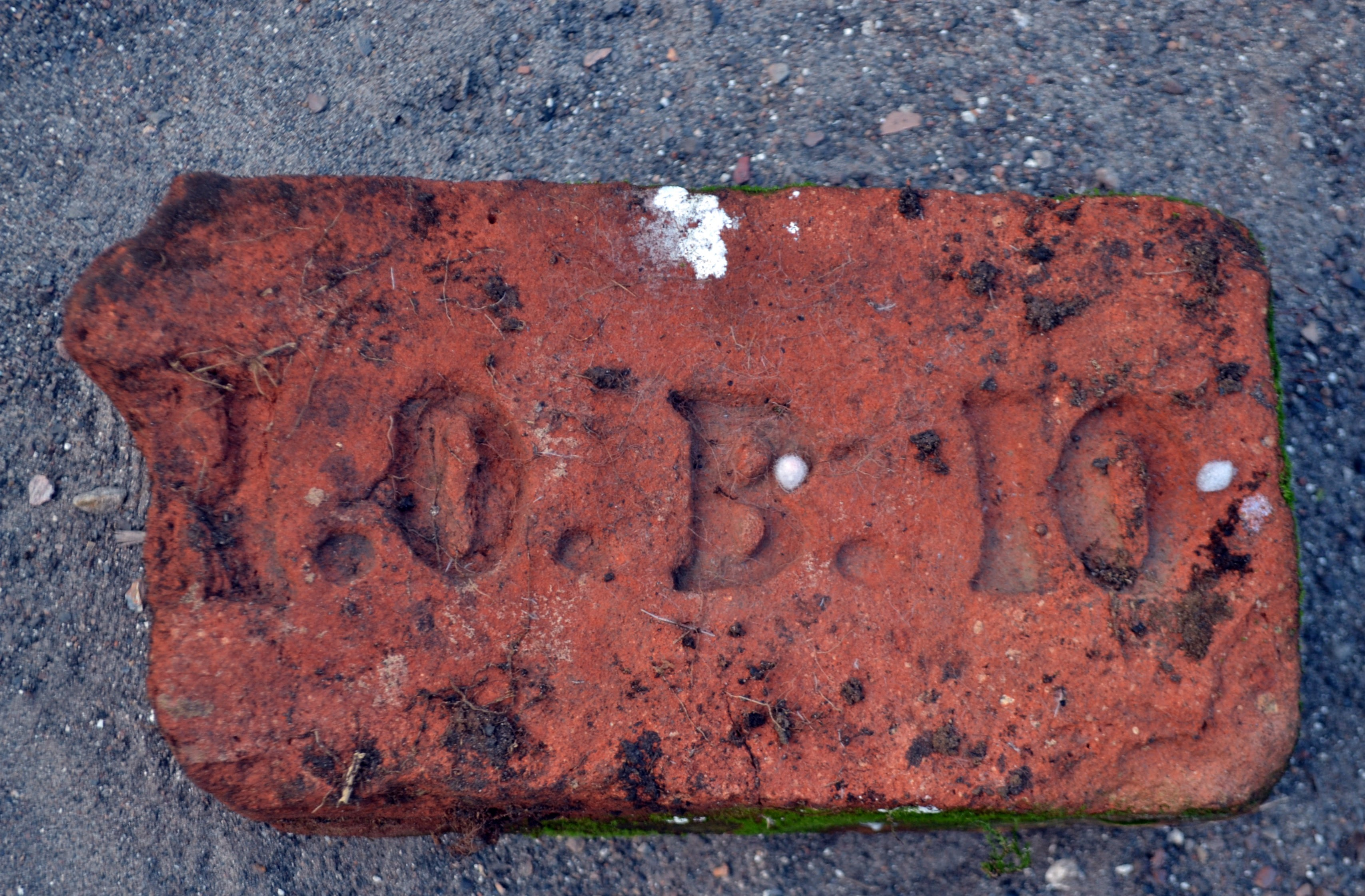
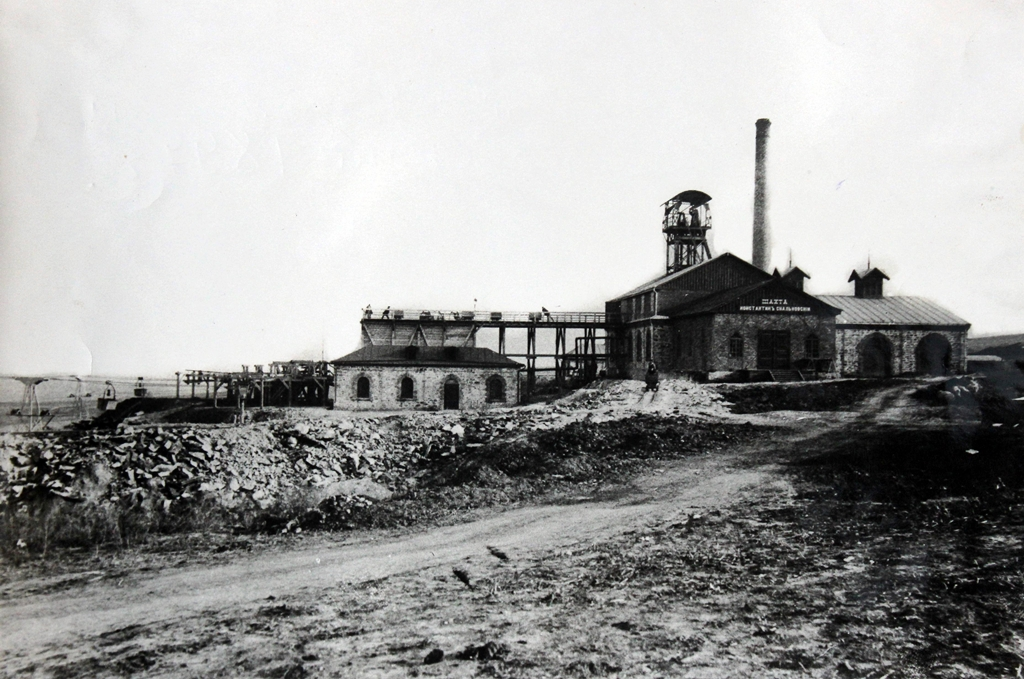

Перша світова війна, жовтневий переворот 1917 року, громадянська війна, що розділила населення країни на два протиборчі табори та участь лісичан у військових діях, революційних події знайшли своє відображення в експозиції.
Серед унікальних експонатів музею можна виділити особисті речі К.Є. Ворошилова (1881-1969 рр.): вазу з цілісного шматка вугілля, тростина з червоного дерева, механічні настінні годинники, морські годинник, пенал, ручку, пенсне, скриньки.
Після закінчення громадянської війни почався новий період розвитку країни. Документальні свідчення, представлені в експозиції, розповідають про НЕП, гуртки ліквідації неписьменності і гірський інститут, будівництво ГРЕС і скляного заводу, шахт, шкіл і палаців культури, лікарень і спортивних комплексів, житлових будинків і робітничих селищ.
За даними Всесоюзного перепису населення 1939 року в місті Лисичанську, Верхньому і Пролетарський, в селищах Новодружеськ і Привілля проживало 93 тисячі чоловік.
Подальший розвиток Лисичанська було перервано війною.
З 20 тис. осіб, призваних на фронт, 11,5 тис. лисічан загинули на вогненних дорогах війни, 2 300 вивезені на примусові роботи до Німеччини, близько тисячі мирних жителів замучені в період німецької окупації, 5 тис. захисників і визволителів Лисичанська покояться в 19 братських могилах на території міста. 18 чоловік, життєвий шлях яких пов'язаний з Лисичанськом, присвоєно звання Героя Радянського Союзу.
Значне місце займають експонати, що розкривають тему боротьби проти ворога на окупованій території. Діорама партизанської землянки дозволяє відвідувачам познайомиться з обстановкою, в якій постійно— в дощ, спеку і лютий мороз, доводилося жити і боротися партизанам.
У зв'язку з незавершеністю експозиції вільні площі використовуються для оформлення тематичних виставок до знаменних, пам'ятних та ювілейних дат.

### Виставковий зал
музею дає лисичанам можливість познайомитися з творчістю українських художників, пересувними тематичними виставками з Києва, Санкт-Петербурга, Луганська, роботами майстрів декоративно-прикладного мистецтва регіону та міста.
Роботи заслуженого художника України, лауреата Російської премії ім. М.А. Шолохова, членів Національної спілки художників України— Миколи Васильовича та Ельвіни Максимівни Можаєвих.

## Стаціонарної експозиції
- Блок-пост
- На базі стаціонарної експозиції «Українська хата» проводяться уроки з народознавства, тематичні вечори та методичні заняття.

В музеї на посаді наукового співробітника працює відомий краєзнавець Ломако Микола Миколайович.

## Екскурсії онлайн
- про музей
- Ілларіон Горох
- Картина невідомого художника
- Митрофанівська церква

## Галерея

Українські вишиванки, рушники
Експозиція «Українська хата»
Стенд «Шахтарська слава»
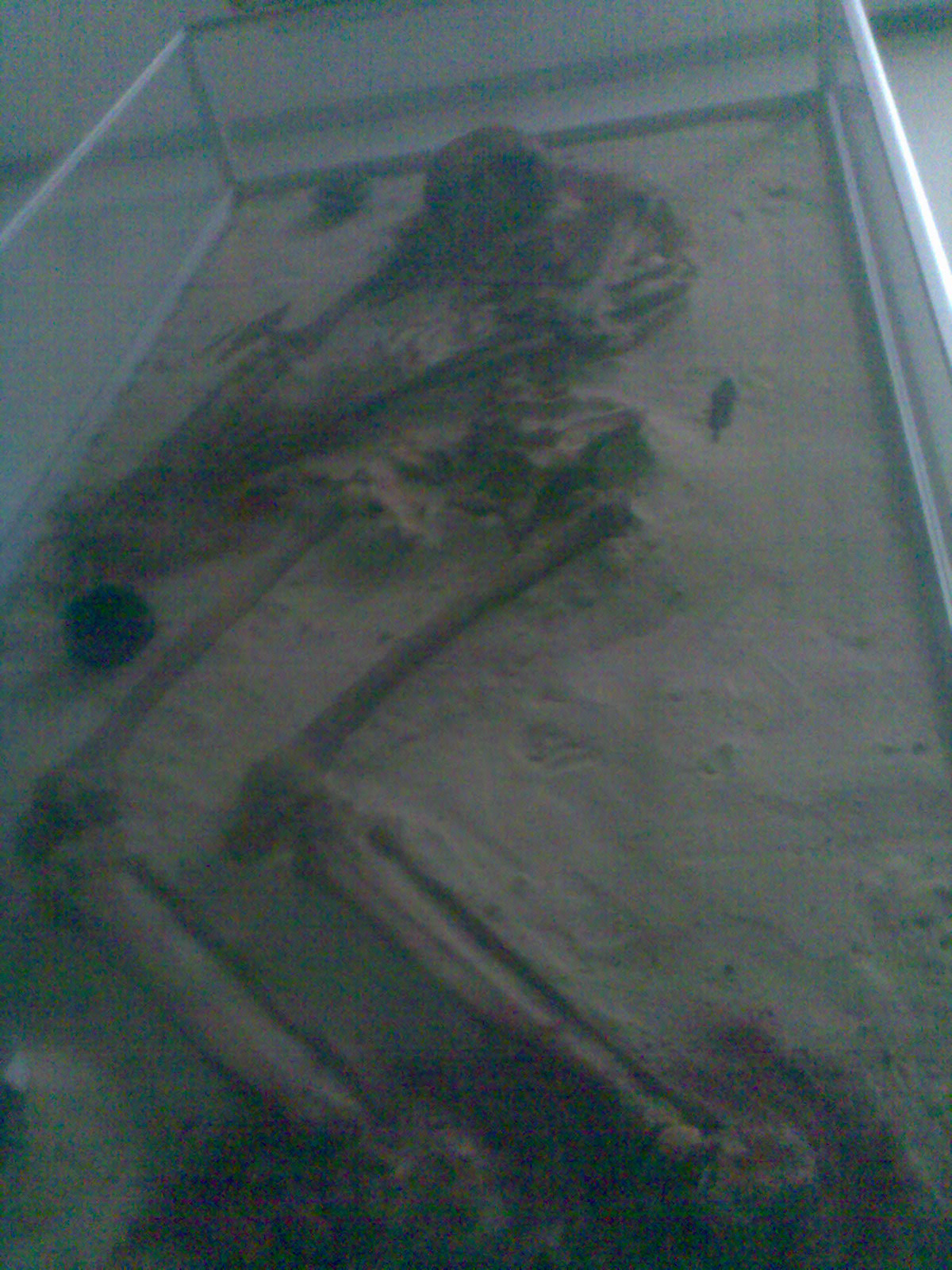
Скелет давньої людини
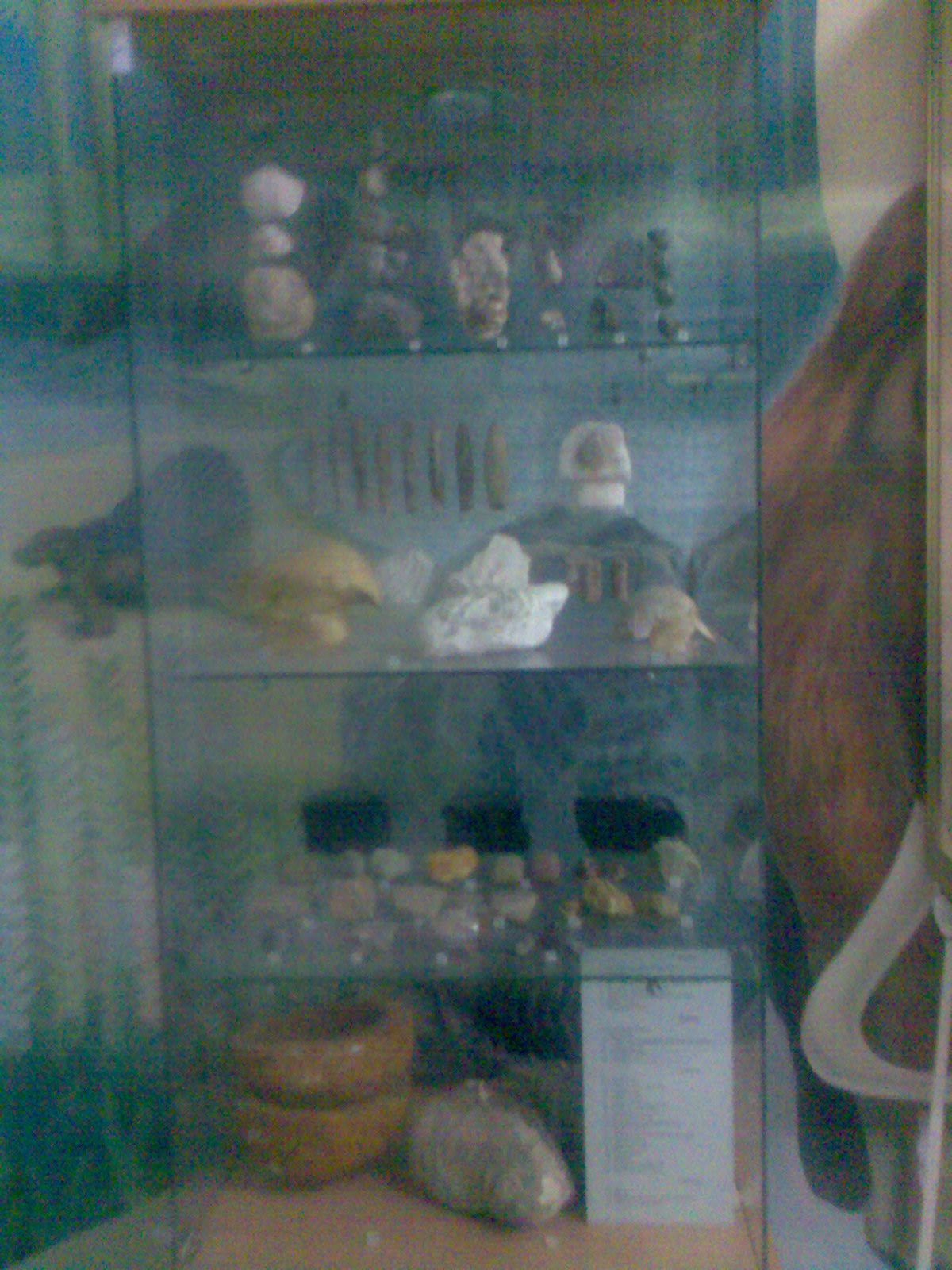
Експонат зали «Археологія та природа рідного краю»
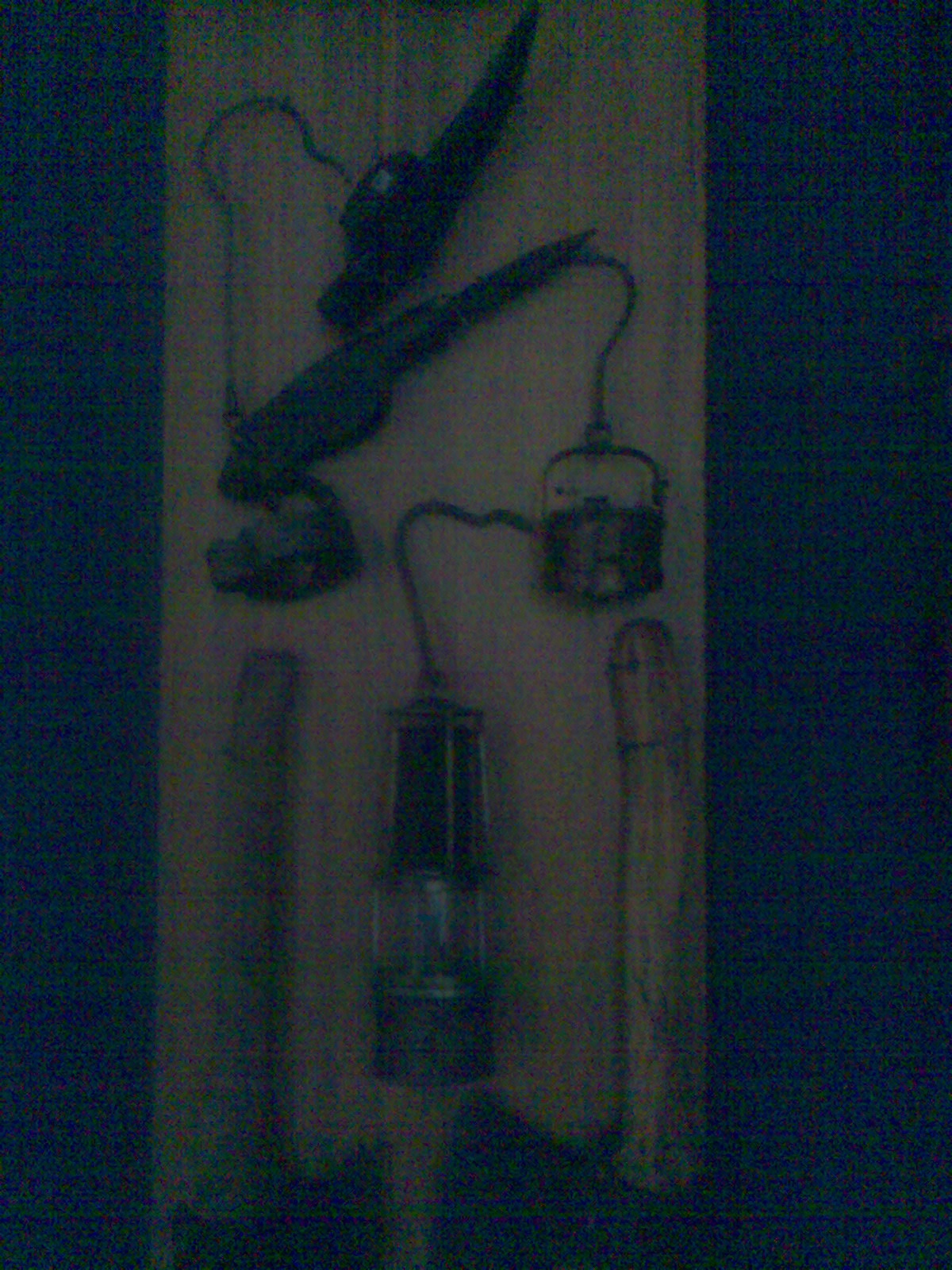
Експонат зали «Історія розвитку краю у 18-19 столітті»
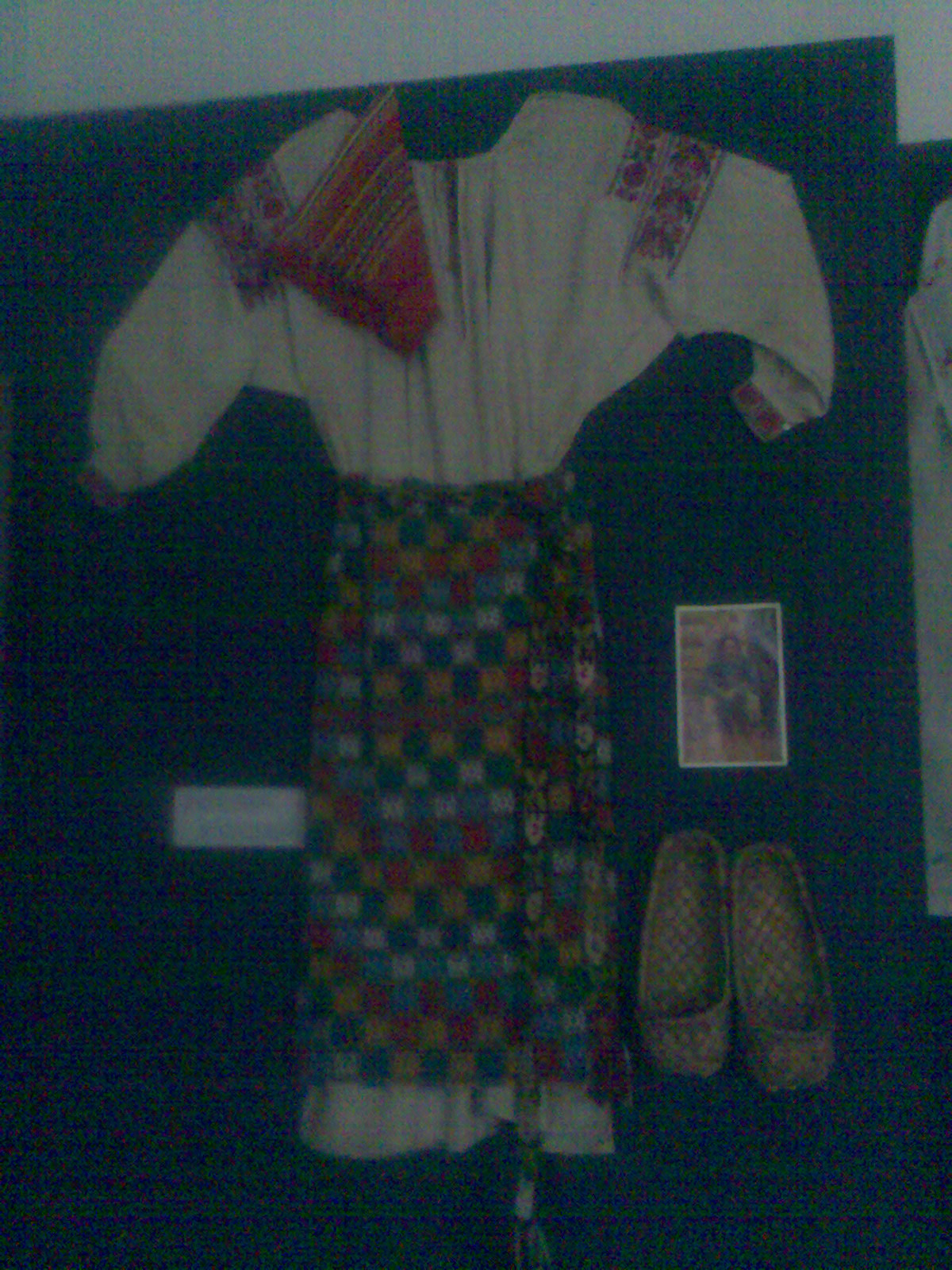
Експонат зали «Історія розвитку краю у 18-19 столітті»
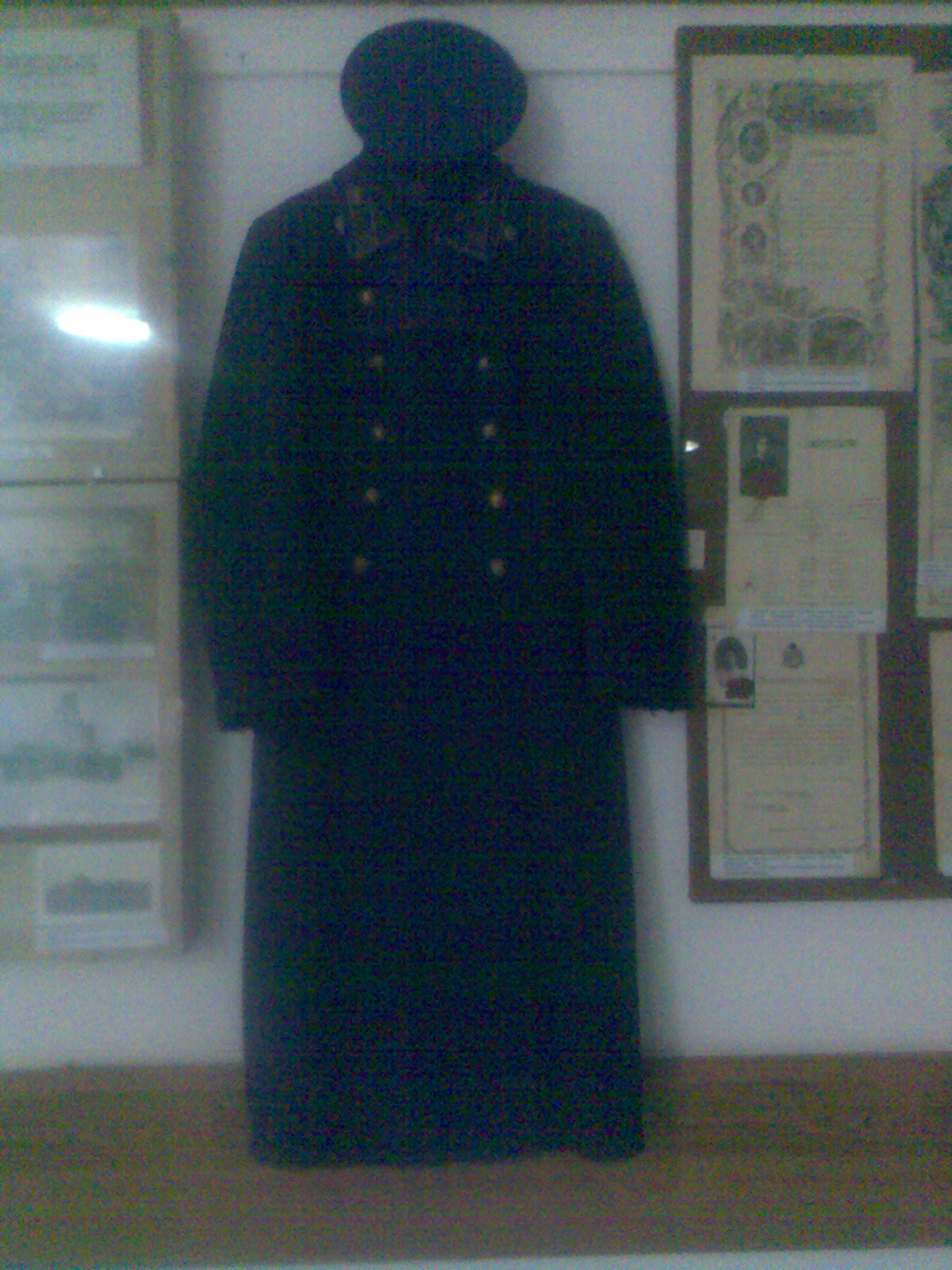
Експонат зали «Історія розвитку краю у 18-19 столітті»
Експонат зали «Лисичанськ довоєнний XIX століття»
Експонат зали «Лисичанськ довоєнний XIX століття»
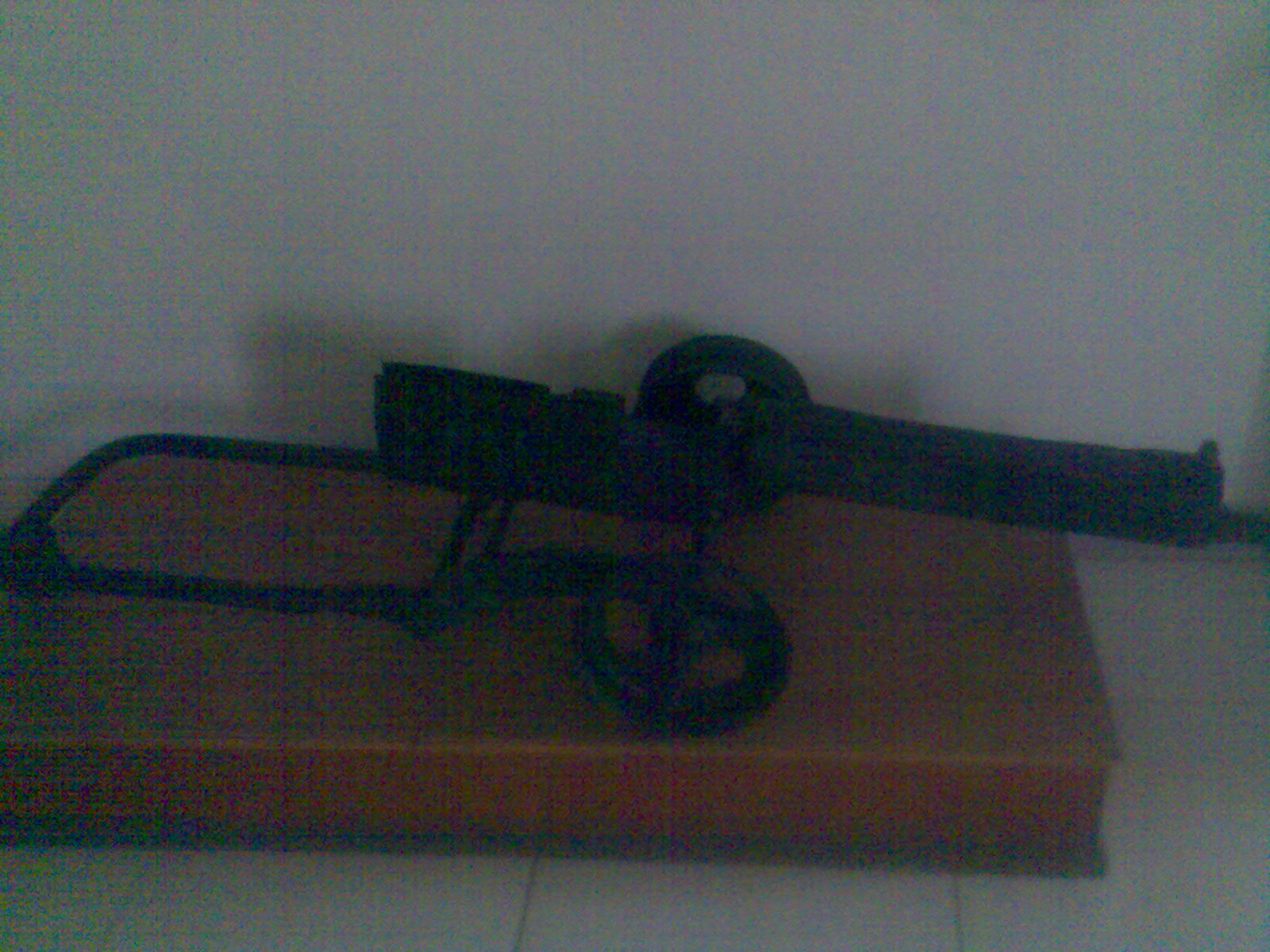
Експонат зали «Лисичанськ довоєнний XIX століття»
Експонат зали «Лисичанськ довоєнний XIX століття»
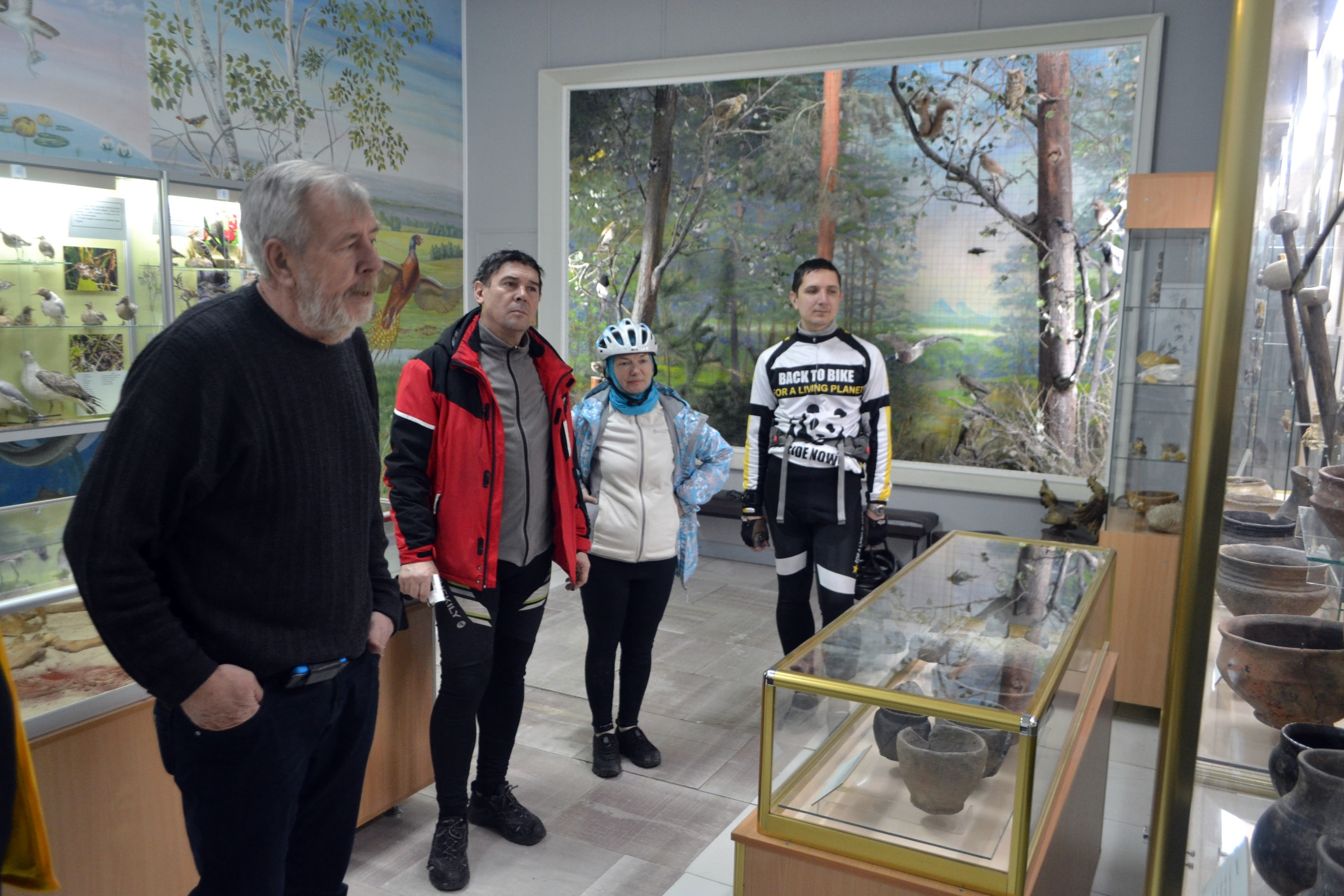
М.Ломако
«Лисичанськ в період 2 Світової війни»
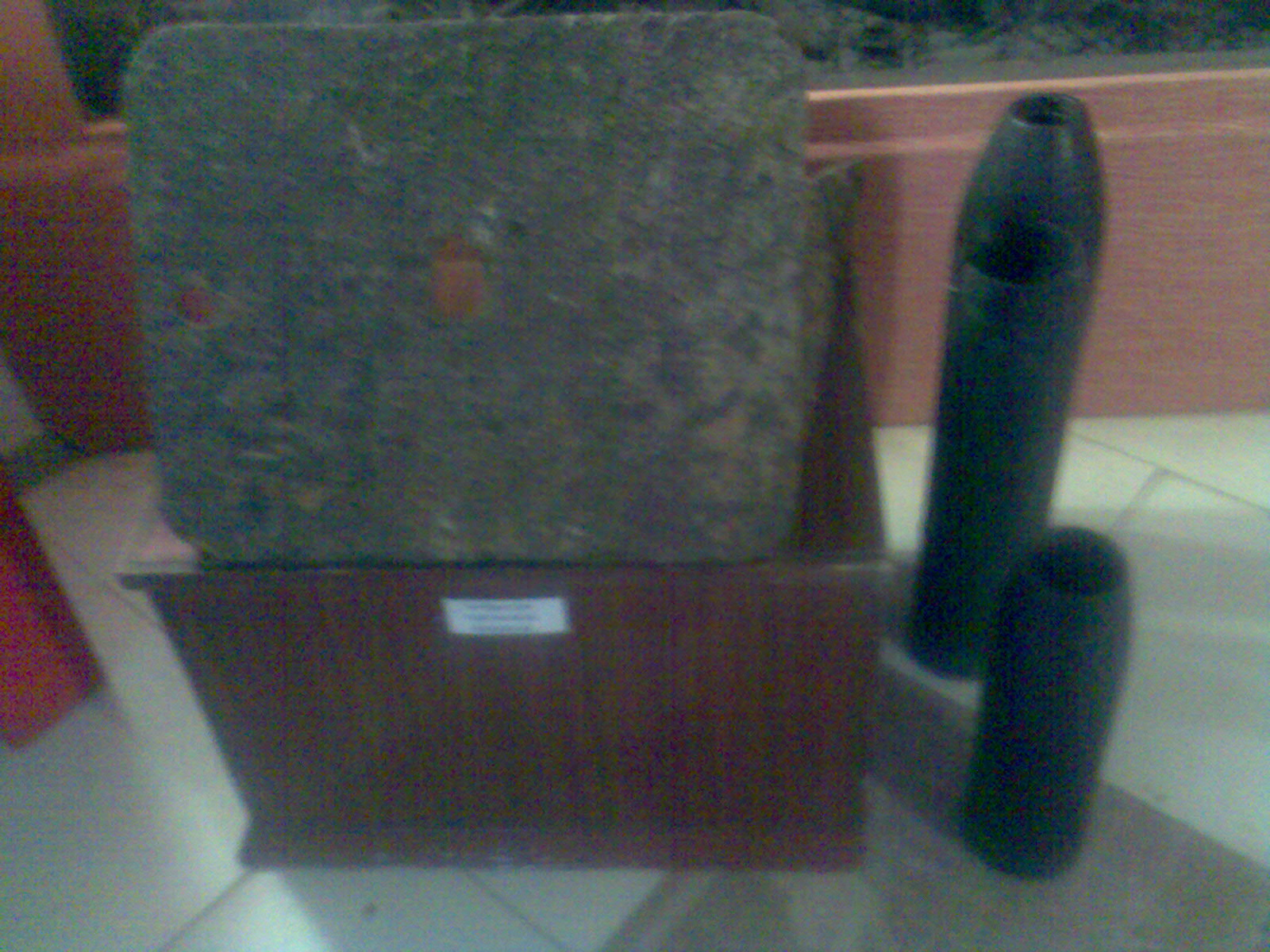
«Лисичанськ в період 2 Світової війни»
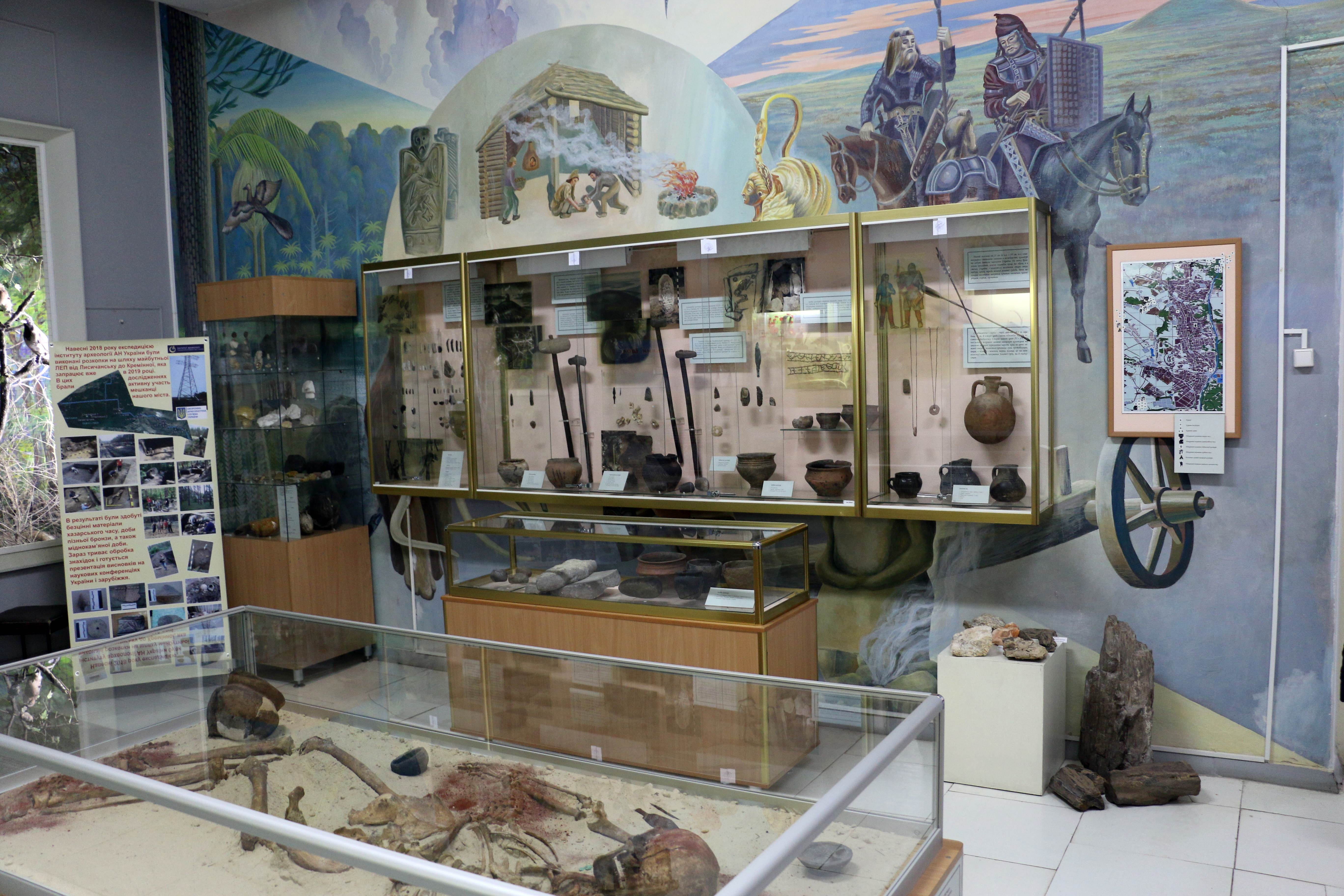
Експонат
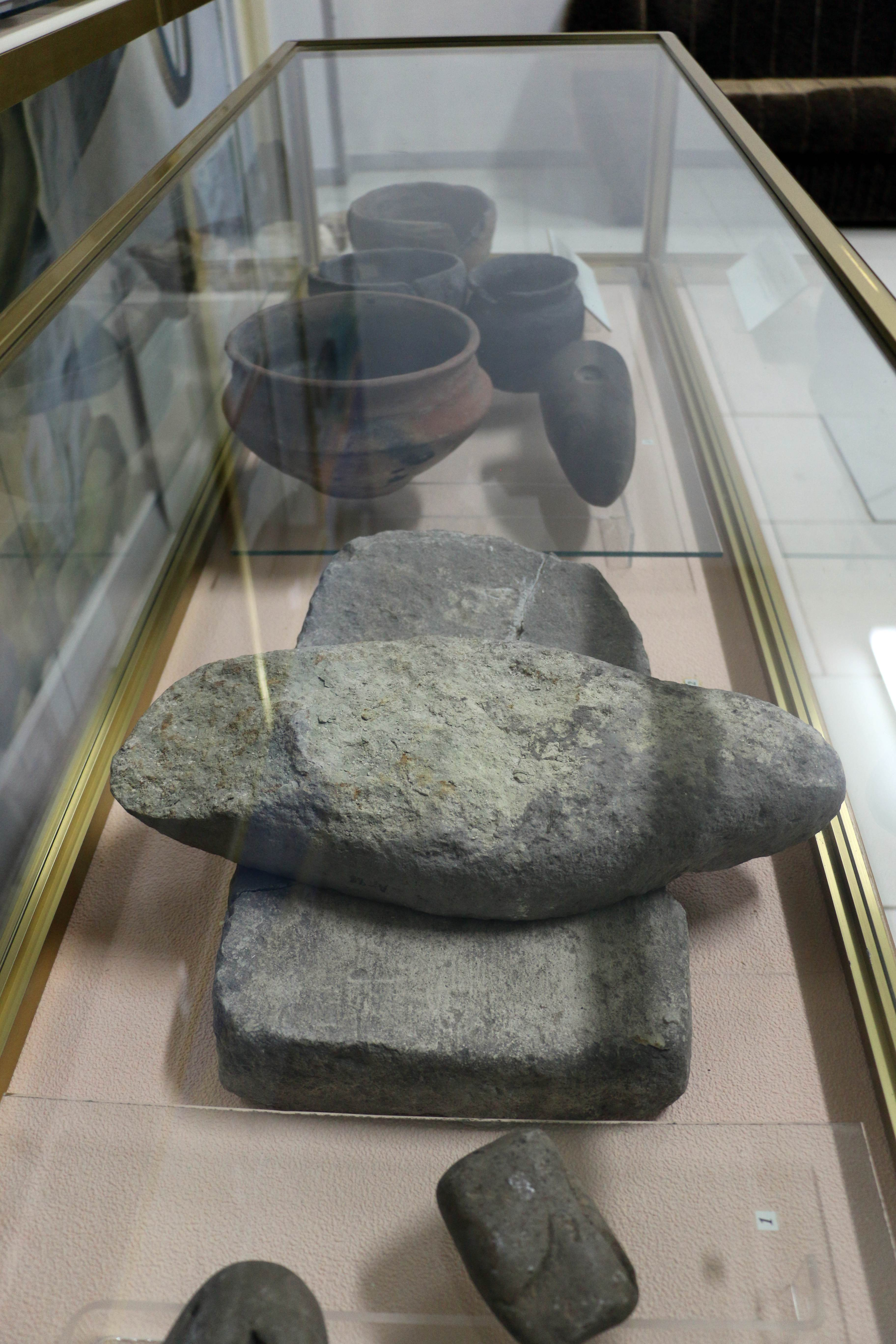
Експонат

## Згадки у ЗМІ
- 18 травня - День Музеїв